# Guapira domingensis
Guapira domingensis är en underblomsväxtart som först beskrevs av Anton Heimerl, och fick sitt nu gällande namn av Brother Alain. Guapira domingensis ingår i släktet Guapira och familjen underblomsväxter. Inga underarter finns listade i Catalogue of Life.